# Seco calagutis
Seco calagutis is een vlindersoort uit de familie van de prachtvlinders (Riodinidae), onderfamilie Riodininae.
Seco calagutis werd in 1871 beschreven door Hewitson.